# Ewald Lienen
Ewald Lienen (Schloß Holte-Stukenbrock, Alemania Occidental, 28 de noviembre de 1953) es un exfutbolista alemán y actual director deportivo del FC St. Pauli.

## Carrera deportiva
Lienen fue centrocampista ofensivo entre 1971 a 1992, jugando en el Arminia Bielefeld, en el Borussia Mönchengladbach y en el Duisburgo.
Es recordado sobre todo por su lesión el 14 de agosto de 1981, a los 20 minutos del partido en un ataque por la banda izquierda, cuando el defensa del Werder Bremen, Norbert Siegmann, en un intento de quitarle el balón, le provocó una herida de 25 centímetros que hasta incluso dejó ver parte del hueso de su pierna.
Lienen fue segundo entrenador con Jupp Heynckes, cuando este pasó por el CD Tenerife y Real Madrid.

## Clubes
| Club                     | País     | Periodo   | División |
| ------------------------ | -------- | --------- | -------- |
| Borussia Mönchengladbach | Alemania | 1977-1981 | 1.ª      |
| Borussia Mönchengladbach | Alemania | 1983-1987 | 1.ª      |
| Arminia Bielefeld        | Alemania | 1981-1983 | 1.ª      |
| MSV Duisburgo            | Alemania | 1991-1992 | 1.ª      |